# Isthmomys
Isthmomys is een geslacht van zoogdieren uit de familie van de Cricetidae. De wetenschappelijke naam van het geslacht werd in 1964 gepubliceerd door Hooper & Musser. 

## Soorten
Er worden 2 soorten in dit geslacht geplaatst:
- Isthmomys flavidus (Bangs, 1902)
- Isthmomys pirrensis (E. A. Goldman, 1912)